# Victory (1765)
Victory är ett 104-kanoners linjeskepp i Storbritanniens flotta. Fartyget byggdes mellan 1759 och 1765. Hon är det äldsta örlogsfartyget som ännu är i tjänst och det enda kvarvarande linjeskeppet. Idag är hon i torrdocka i Portsmouth som ett museifartyg inne på Portsmouth Historic Dockyard.
Fartyget ritades av sir Thomas Slade och byggdes vid Chathams docka för den brittiska flottan. Hon kölsträcktes den 23 juli 1759 vid den gamla singeldockan (Old Single Dock) från 1623 vid Chathams docka. Det gick åt cirka 3500 fullvuxna ekar för bygget, plus teak till bland annat kölen. Den 7 maj 1765 sjösattes hon flytande ut ur dockan. Hon hade styrbords slagsida så man var tvungen att tillföra 38 ton ballast extra. Totalkostnaden för fartyget var £63 176.

## Slaget vid Trafalgar
Slaget vid Trafalgar utkämpades den 21 oktober 1805. HMS Victory var amiral Horatio Nelsons flaggskepp. Slaget omöjliggjorde en fransk invasion av Storbritannien. Hon skadades i master och rigg och Amiral Nelson stupade under slaget.

### Besättning
441 engelsmän, 64 skottar, 63 irländare, 18 walesare, 3 shetländare, 2 från Kanalöarna, 1 från Isle of Man.
71 utländska: 22 amerikaner, 7 nederländare, 6 svenskar, 4 italienare, 4 maltesare, 3 fransmän (frivilliga), 3 tyskar, 3 norrmän, 2 schweizare, 2 danskar, 2 portugiser, 2 indier, 1 ryss, 1 afrikan, 9 från de Västindiska Öarna.

## Victory i Östersjön
Åren 1808-1812 var Victory flaggskepp för amiral James Saumarez som förde befäl över Storbritanniens baltiska flotta under det Finska kriget (1808-1809) och det formellt förklarade men i verkligheten aldrig förda kriget mellan Sverige och Storbritannien 1810-1812.

## Restaureringen

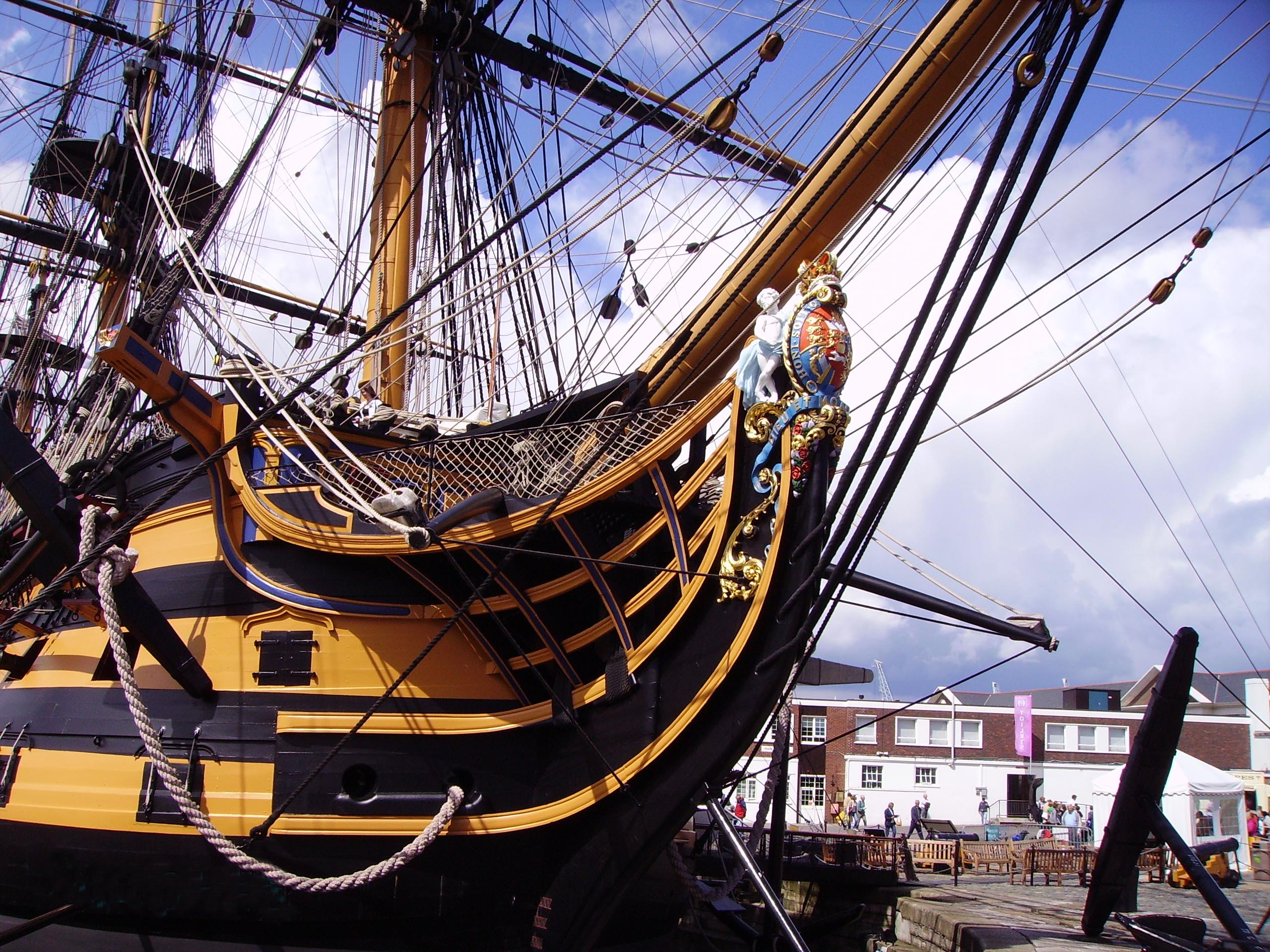
HMS Victory idag.

Den 20 mars 1922 påbörjades en restauration Victory av Society for Nautical Research för att återställa fartyget till samma skick som hon hade vid slaget vid Trafalgar.

## HMSVictorysföregångare
Den nuvarande HMS Victory är det femte skeppet att bära namnet, de andra skeppen sjösattes 1620, 1695, 1737 och 1764.
Vrakletare uppgavs ha funnit HMS Victorys föregångare, som sjösattes 1737 med samma namn, i Engelska kanalen i januari 2009. Det återfunna fartyget sägs ha varit en av de största marinhistoriska mysterierna ända sedan hon sjönk den 5 oktober 1744 med omkring 900 personer ombord. Enligt uppgift fanns fartygsvraket långt från den plats där man förväntat sig att det skulle finnas. HMS Victory (d.ä.) var för sin tid ett av de kraftigaste och mest tekniskt framskridna krigsfartygen. Utöver de olika kanoner - 12-punds respektive 42-punds - som skattsökarna uppger sig ha hittat, sias det om den mängd silver- och guldmynt som kan tänkas rymmas i vraket. Det har ryktats om att det kan röra sig om fyra ton guld i form av guldmynt. Den brittiska marinmyndigheten kommer emellertid att göra gällande att vraket tillhör den brittiska kronan. Saken kommer så småningom att avgöras av domstol.